# Hôtel Le Tonnelier de Breteuil
Ne doit pas être confondu avec Hôtel de Breteuil.
L'hôtel Le Tonnelier de Breteuil ou hôtel de Breteuil est un hôtel particulier situé 58 rue des Francs-Bourgeois dans le 3e arrondissement de Paris construit en grande partie en 1738, classé monument historique en 1993.

## Historique
La parcelle sur laquelle fut bâti l’hôtel était située sur le domaine de Bureau de La Rivière conseiller de Charles V qui fut lotie vers 1531 et acquise par Jacques Amelot, président au Parlement. Un premier hôtel est construit vers 1550 pour Claude de Bérulle, Président à mortier au Parlement. Il est adjugé en 1626 à Claude Le Tonnelier de Breteuil, procureur général à la Cour des aides. Son fils Louis acquiert en 1660 la maison voisine du 56 pour la louer. En 1735, l’hôtel  du 58 est attribué aux enfants de Claude-Charles Le Tonnelier, comte de Breteuil de Chanteclair. 
L’hôtel est complété en 1738 d’une aile sur cour par l’architecte Jean Aubry qui réalise la porte cochère sur rue agrémentée d’un mascaron. 
L’hôtel acquis en 1862 par l'État pour les Archives abrite l’école des Chartes jusqu’à son transfert en 1897 dans les bâtiments de la Nouvelle Sorbonne.

## Description
L’hôtel sur cour et jardin est assez austère et comporte peu de décoration. La cour intérieure est appelée « cour de l’école des Chartes ».

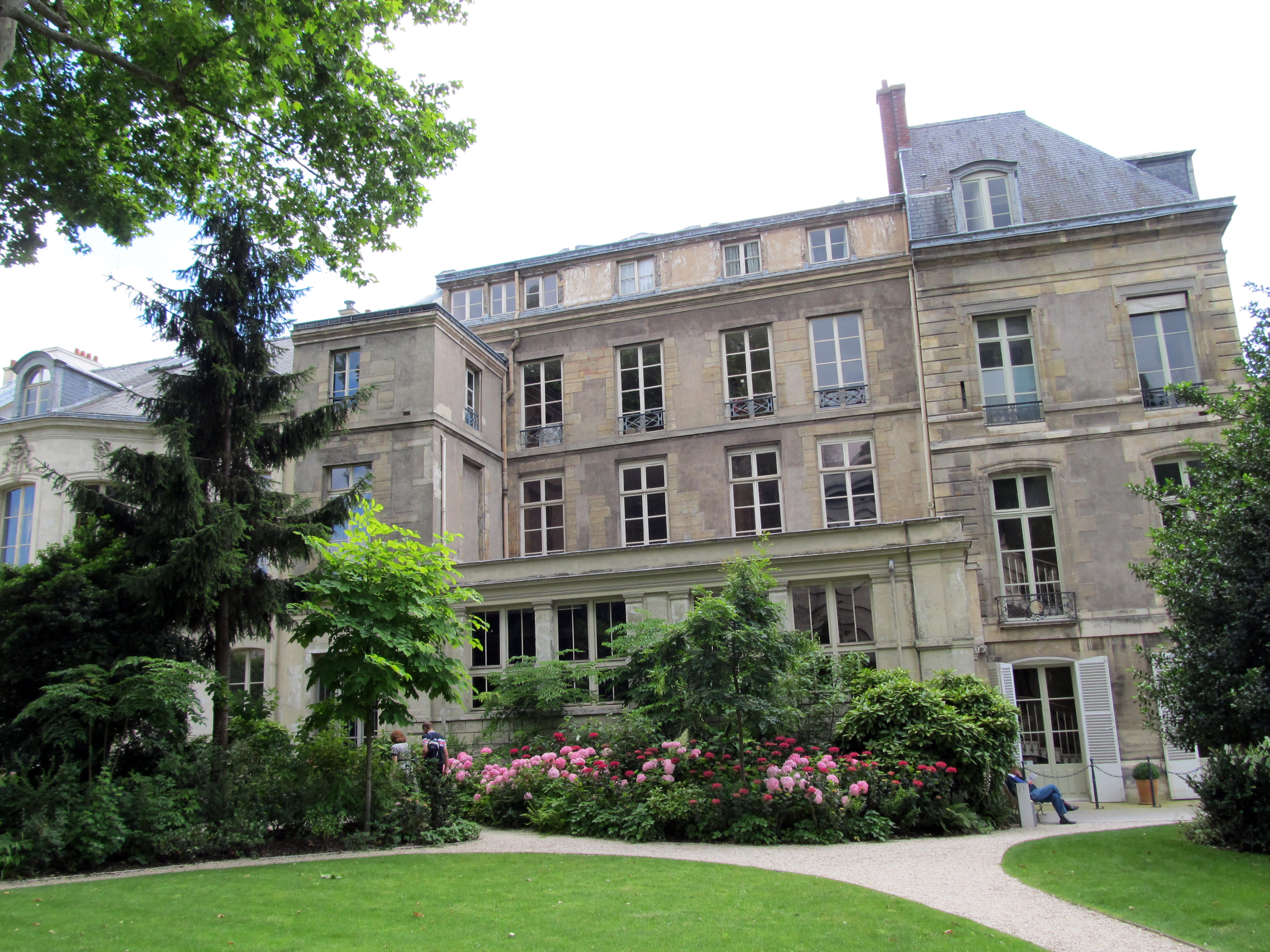
Façade sur jardin.
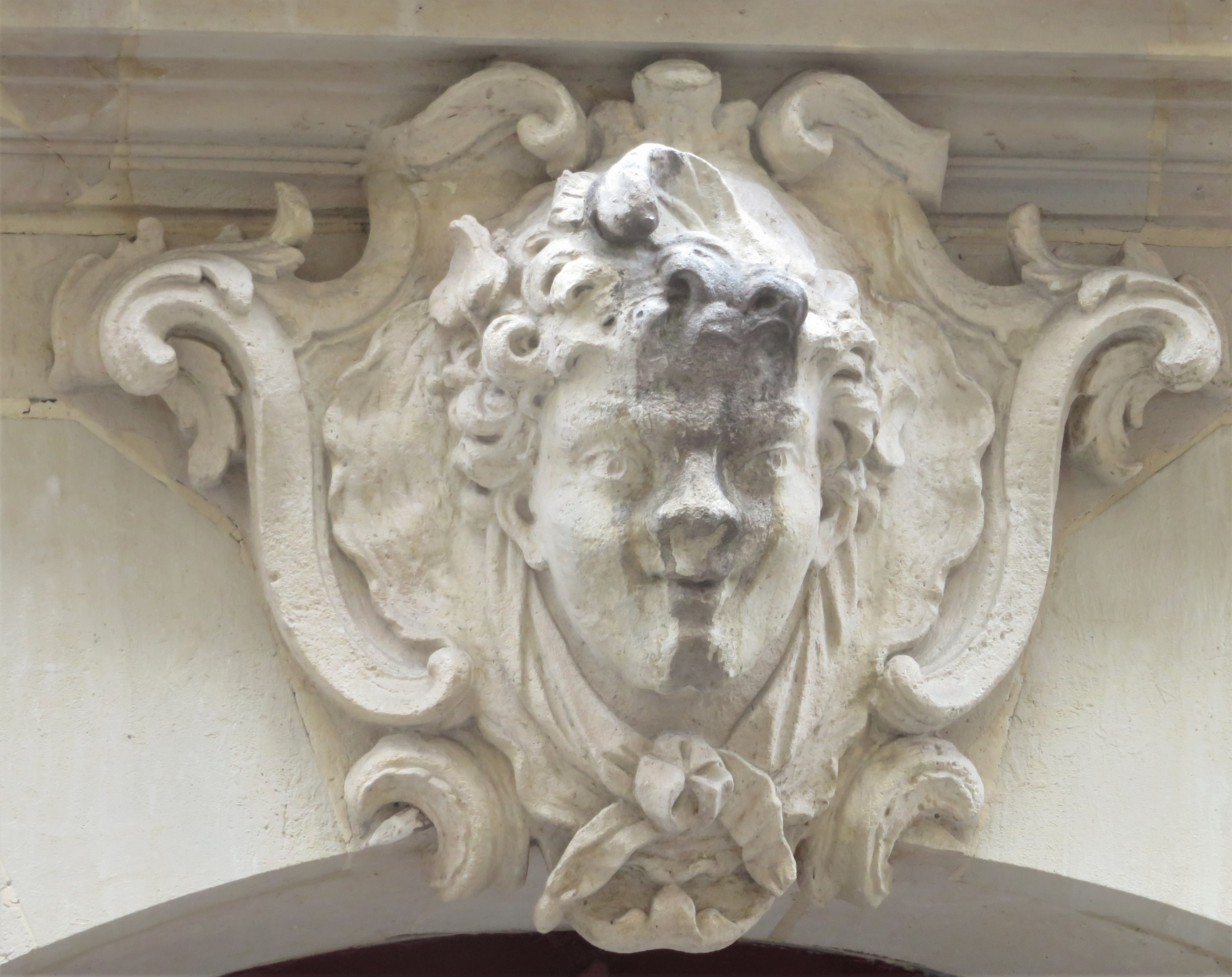
Mascaron au-dessus de la porte sur rue.